# Cathédrale Saint-Alexandre-Nevski de Petrozavodsk
La cathédrale Saint-Alexandre-Nevski (en russe : Кафедральный собор во имя Александра Невского et en finnois : Aleksanteri Nevalaisen katedraali) est la cathédrale orthodoxe russe diocésaine de l'éparchie de Petrozavodsk et le siège métropolitain de la Carélie. C'est un monument protégé. Elle est consacrée à saint Alexandre Nevski. 

## Histoire

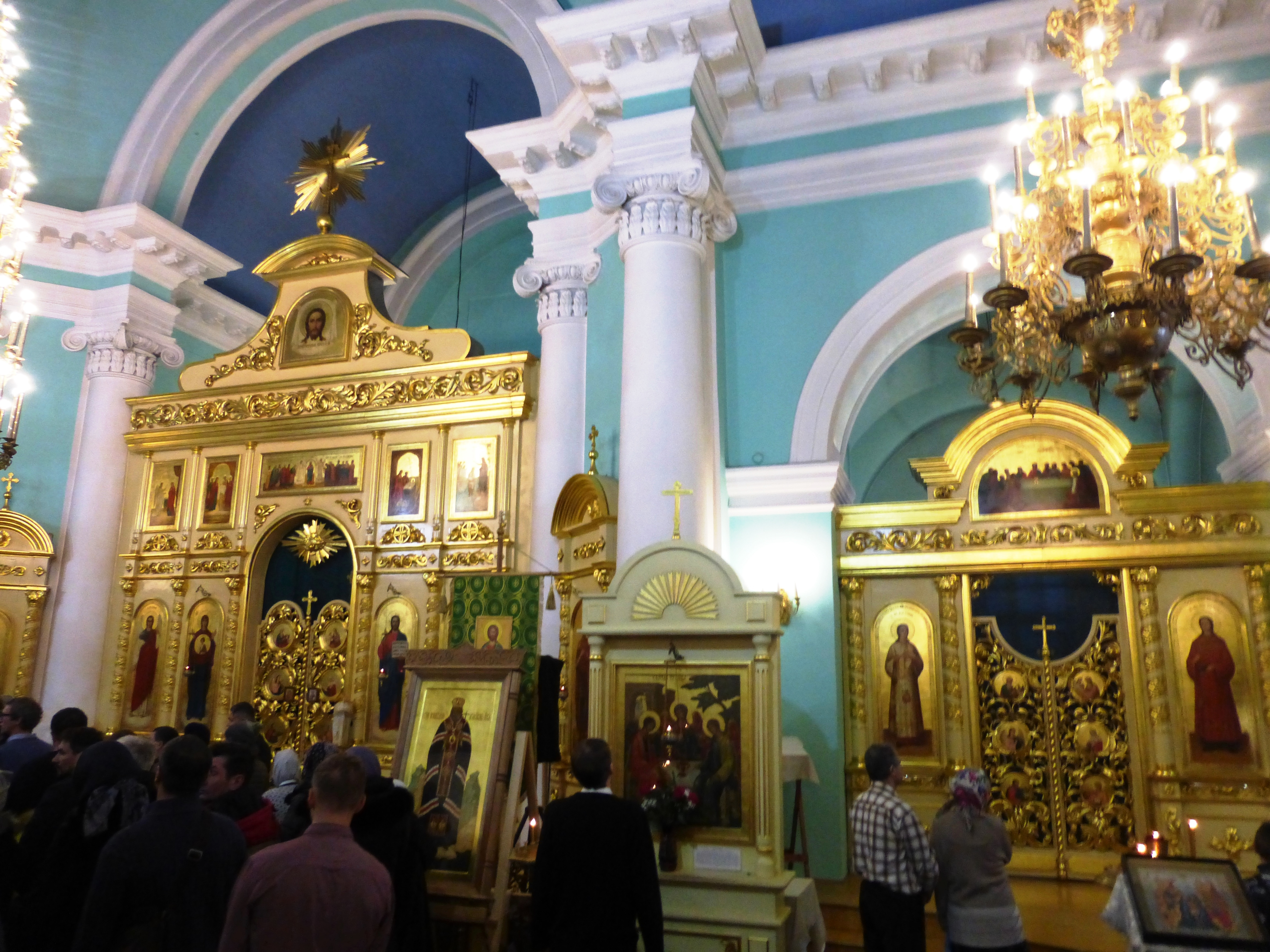
Intérieur (2019).

C'est le 25 avril 1825 que la direction de l'usine à canons Alexandre reçoit la permission du ministère des mines de construire une église. Le projet est béni par le métropolite de Novgorod, Séraphin (Glagolevski). L'organisation de la construction est menée par une commission dirigée par l'ingénieur des usines minières d'Olonets, Adam Armstrong (de).
Le concours est remporté par l'architecte du département des mines, Alexandre Postinkov (1766-1830). La cérémonie de pose de la première pierre a lieu en juillet 1826. Elle est construite sur les fonds du trésor et les dons des artisans et des employés de l'usine Alexandre. Les travaux sont dirigés par l'ingénieur Pietro Carlo Maderni entre 1826 et 1832. L'iconostase est issue de l'atelier d'A. Bobrov de Keksholm et les icônes sont peintes par A.S. Tchijov. Le clocher au-dessus d'une tour rectangulaire du côté Sud comprend huit cloches de différents poids.
L'évêque d'Olonets et Petrozavodsk, Ignace (Semionov) consacre l'autel principal le 17 janvier 1832, jour de la fête de saint Jean Chrysostome, en l'honneur de saint Alexandre Nevski. Les patronages secondaires de l'église sont la Sainte Trinité et saint Nicolas. Le premier recteur de l'église est Iakov Vassilievitch Vassilkovski, issu du grand séminaire de Saint-Pétersbourg.
Une école paroissiale ouvre en janvier 1888 sous la responsabilité de l'église et sur les fonds du P. Vassili Nimenski et du conseil diocésain d'Olonets pour les enfants des employés de l'usine.
L'église est fermée en 1929 par les autorités communistes sur décision de l'assemblée des travailleurs de l'usine de l'Onega et du soviet municipal de Petrozavodsk. L'édifice devient la propriété du musée régional de Carélie, ce qui lui évite la destruction. Les cinq coupoles sont enlevées et l'intérieur est aménagé pour des salles d'exposition, tandis qu'un dépôt est construit en sous-sol pour la conservation des pièces de musée. La première exposition du musée a lieu en 1931.
Lorsque l'État normalise ses relations avec les religions, l'église revient à l'Église orthodoxe russe et à l'éparchie de Petrozavodsk en 1991. Les travaux de restauration sont confiés à partir de l'automne 1993 à l'architecte B.G. Kopnine. L'aspect extérieur de l'église retrouve son aspect originel (à l'exception des coupoles qui sont dorées, alors qu'elles n'ont jamais été). La nouvelle décoration intérieure ne correspond pas à l'architecture néoclassique de l'édifice.
L'évêque de Petrozavodsk et de Carélie, Manuel (Pavlov) célèbre pour la première fois (ce qui n'était pas arrivé depuis plus de soixante ans) le 9 mai 1995. Les croix sont érigées en juillet 1996. L'église est consacrée le 3 juin 2000 par le patriarche Alexis II de Moscou et devient la cathédrale, c'est-à-dire l'église-mère du diocèse (éparchie) de Petrozavodsk et de Carélie. Le musée régional de Carélie rend une partie des reliques, comme celles de saint Antoine de Rome, sainte Parascève et un fragment de la crosse de saint Aaron.
À l'extérieur de la cathédrale, une grille de fer forgé et une plaque sont mises à l'endroit de l'inhumation du saint local Thaddée de Petrozavodsk (mort en 1726 et canonisé le 26 octobre 2000 à la cathédrale de Petrozavodsk). Dans le grand square qui entoure la cathédrale (place de l'Usine, ou place Zavodskaïa), l'on remarque une stèle en souvenir des travailleurs victimes de la catastrophe de Tchernobyl et une stèle érigée pour le troisième centenaire de la ville de la part de la diaspora arménienne. Le 3 juin 2010,  une statue de saint Alexandre Nevski est érigée, œuvre de V.G. Kozeniouk. Elle est bénie le même jour par le patriarche Cyrille de Moscou.

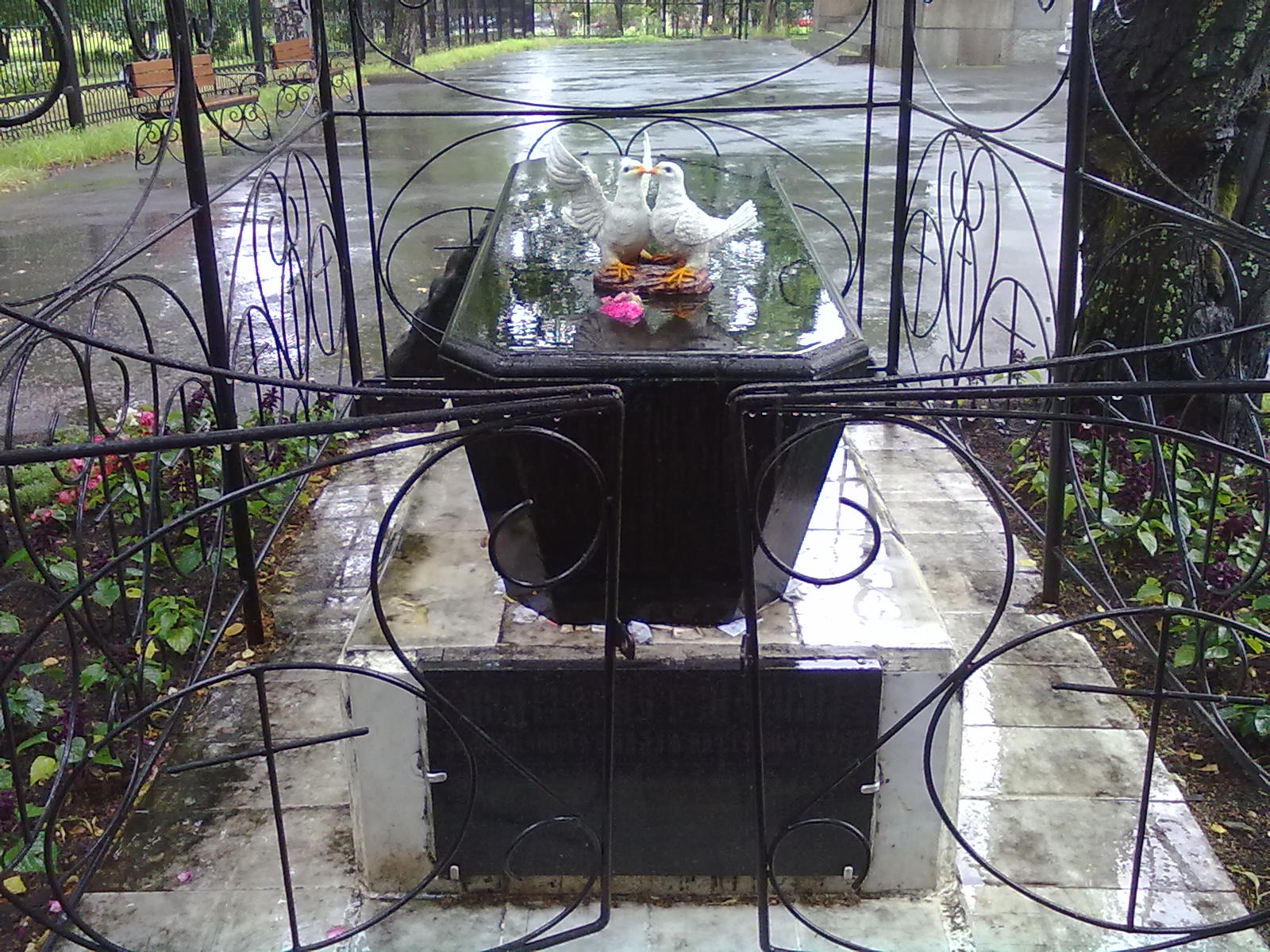
Mémorial de saint Thaddée de Petrozavodsk
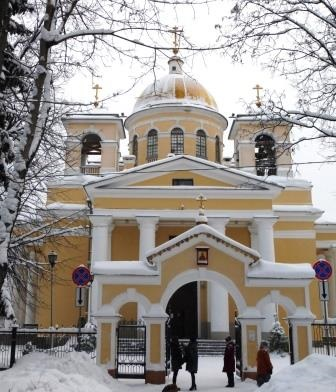
La cathédrale en hiver.